# در کرانه شب
در کرانه شب یا لبه تاریکی (به انگلیسی: Edge of Darkness) رمانی از مری الن چیس، نویسندهٔ اهل ایالات متحده آمریکا است. این اثر به دست محمود کیانوش به فارسی برگردانده شده است